# Temporada 1986-87 de los Dallas Mavericks
La temporada 1986-87 fue la séptima de los Dallas Mavericks en la NBA. La temporada regular acabó con 55 victorias y 27 derrotas, ocupando el segundo puesto de la conferencia Oeste, clasificándose para los playoffs, en los que cayeron en primera ronda ante Seattle SuperSonics.

## Elecciones en elDraft
| Ronda | Puesto | Jugador           | Posición  | Nacionalidad   | Universidad          |
| ----- | ------ | ----------------- | --------- | -------------- | -------------------- |
| 1     | 7      | Roy Tarpley       | Ala-Pívot | Estados Unidos | Michigan             |
| 2     | 25     | Mark Price        | Base      | Estados Unidos | Georgia Tech         |
| 2     | 35     | Milt Wagner       | Escolta   | Estados Unidos | Louisville           |
| 4     | 85     | Myron Jackson     | Base      | Estados Unidos | Arkansas-Little Rock |
| 6     | 131    | Cadillac Anderson | Ala-Pívot | Estados Unidos | Lamar                |

## Temporada regular
| División Medio Oeste | División Medio Oeste | División Medio Oeste | División Medio Oeste | División Medio Oeste | División Medio Oeste | División Medio Oeste | División Medio Oeste | División Medio Oeste |
| Equipo               | G                    | P                    | %                    | PD                   | Casa                 | Fuera                | Div                  |                      |
| -------------------- | -------------------- | -------------------- | -------------------- | -------------------- | -------------------- | -------------------- | -------------------- | -------------------- |
| y-Dallas Mavericks   | 55                   | 27                   | .671                 | –                    | 35–6                 | 20–21                | 19–11                |                      |
| x-Utah Jazz          | 44                   | 38                   | .537                 | 11                   | 31–10                | 13–28                | 19–11                |                      |
| x-Houston Rockets    | 42                   | 40                   | .512                 | 13                   | 25–16                | 17–24                | 19–11                |                      |
| x-Denver Nuggets     | 37                   | 45                   | .451                 | 18                   | 27–14                | 10–31                | 14–16                |                      |
| Sacramento Kings     | 29                   | 53                   | .354                 | 26                   | 20–21                | 9–32                 | 10–20                |                      |
| San Antonio Spurs    | 28                   | 54                   | .341                 | 27                   | 21–20                | 7–34                 | 9–21                 |                      |

## Playoffs

### Primera ronda
Dallas Mavericks vs. Seattle SuperSonics 
| Fecha       | Partido                                       | Ciudad  |
| ----------- | --------------------------------------------- | ------- |
| 23 de abril | Dallas Mavericks 151, Seattle SuperSonics 129 | Dallas  |
| 25 de abril | Dallas Mavericks 110, Seattle SuperSonics 112 | Dallas  |
| 28 de abril | Seattle SuperSonics 117, Dallas Mavericks 107 | Seattle |
| 30 de abril | Seattle SuperSonics 124, Dallas Mavericks 98  | Seattle |
|             | Seattle SuperSonics gana las series 3-1       |         |

## Estadísticas
| Rk | Jugador          | Edad | P  | PT | MP   | TC  | TCI  | %TC  | T3  | T3I | %T3  | TL  | TLI | %TL  | RO  | RD  | RT   | AS  | RB  | TAP | BP  | FP  | PTS  |
| -- | ---------------- | ---- | -- | -- | ---- | --- | ---- | ---- | --- | --- | ---- | --- | --- | ---- | --- | --- | ---- | --- | --- | --- | --- | --- | ---- |
| 1  | James Donaldson  | 29   | 82 | 82 | 36.9 | 3.8 | 6.5  | .586 | 0.0 | 0.0 |      | 3.3 | 4.0 | .812 | 3.6 | 8.3 | 11.9 | 0.8 | 0.6 | 1.7 | 1.3 | 2.3 | 10.8 |
| 2  | Rolando Blackman | 27   | 80 | 80 | 34.5 | 7.8 | 15.8 | .495 | 0.1 | 0.2 | .333 | 5.2 | 5.9 | .884 | 1.2 | 2.3 | 3.5  | 3.3 | 0.8 | 0.3 | 2.2 | 1.8 | 21.0 |
| 3  | Sam Perkins      | 25   | 80 | 80 | 33.6 | 5.8 | 12.0 | .482 | 0.2 | 0.7 | .352 | 3.1 | 3.7 | .828 | 2.5 | 5.2 | 7.7  | 1.8 | 1.4 | 1.0 | 1.7 | 3.4 | 14.8 |
| 4  | Mark Aguirre     | 27   | 80 | 80 | 33.3 | 9.8 | 19.9 | .495 | 0.7 | 1.9 | .353 | 5.4 | 7.0 | .770 | 2.3 | 3.1 | 5.3  | 3.2 | 1.1 | 0.4 | 2.7 | 3.0 | 25.7 |
| 5  | Derek Harper     | 25   | 77 | 76 | 33.2 | 6.5 | 12.9 | .501 | 1.0 | 2.8 | .358 | 2.1 | 3.0 | .684 | 0.7 | 1.9 | 2.6  | 7.9 | 2.2 | 0.3 | 1.8 | 2.5 | 16.0 |
| 6  | Detlef Schrempf  | 24   | 81 | 5  | 21.1 | 3.3 | 6.9  | .472 | 0.4 | 0.9 | .478 | 2.4 | 3.2 | .742 | 1.1 | 2.7 | 3.7  | 2.0 | 0.6 | 0.2 | 1.4 | 2.8 | 9.3  |
| 7  | Brad Davis       | 31   | 82 | 6  | 19.3 | 2.4 | 5.3  | .456 | 0.4 | 1.3 | .302 | 1.8 | 2.1 | .860 | 0.3 | 1.1 | 1.4  | 4.5 | 0.8 | 0.1 | 1.4 | 1.9 | 7.0  |
| 8  | Roy Tarpley      | 22   | 75 | 1  | 18.7 | 3.1 | 6.7  | .467 | 0.0 | 0.0 | .333 | 1.3 | 1.9 | .676 | 2.4 | 4.7 | 7.1  | 0.7 | 0.7 | 1.1 | 1.3 | 3.1 | 7.5  |
| 9  | Al Wood          | 28   | 54 | 0  | 12.2 | 2.2 | 5.7  | .390 | 0.1 | 0.5 | .280 | 2.0 | 2.6 | .784 | 0.7 | 1.0 | 1.7  | 0.6 | 0.4 | 0.2 | 0.6 | 1.5 | 6.6  |
| 10 | Bill Wennington  | 23   | 58 | 0  | 9.7  | 1.0 | 2.3  | .424 | 0.0 | 0.0 | .000 | 0.8 | 1.0 | .750 | 0.9 | 1.3 | 2.2  | 0.4 | 0.2 | 0.2 | 0.7 | 1.6 | 2.7  |
| 11 | Uwe Blab         | 24   | 30 | 0  | 5.3  | 0.7 | 1.7  | .392 | 0.0 | 0.0 |      | 0.4 | 0.9 | .464 | 0.4 | 0.8 | 1.2  | 0.4 | 0.1 | 0.3 | 0.5 | 1.1 | 1.8  |
| 12 | Dennis Nutt      | 23   | 25 | 0  | 3.6  | 0.6 | 1.6  | .400 | 0.2 | 0.7 | .294 | 0.8 | 0.9 | .909 | 0.0 | 0.3 | 0.3  | 0.6 | 0.3 | 0.0 | 0.4 | 0.2 | 2.3  |
| 13 | Myron Jackson    | 22   | 8  | 0  | 2.8  | 0.3 | 1.1  | .222 | 0.0 | 0.0 |      | 0.9 | 1.0 | .875 | 0.1 | 0.3 | 0.4  | 0.8 | 0.1 | 0.0 | 0.6 | 0.1 | 1.4  |

## Galardones y récords
| Jugador          | Galardón                               |
| Derek Harper     | 2.º Mejor quinteto defensivo de la NBA |
| Roy Tarpley      | Mejor quinteto de rookies de la NBA    |
| Rolando Blackman | All-Star                               |
| Mark Aguirre     | All-Star                               |